# Ptilorrhoa
Ptilorrhoa  es un género de aves paseriformes de la familia Psophodidae. El género contiene cuatro especies que son endémicas de Nueva Guinea. Está estrechamente relacionado con el género Cinclosoma de Nueva Guinea y Australia. Junto con una serie de otros géneros forman la familia Cinclosomatidae, aunque la validez de esta familia en su conjunto ha sido cuestionada.

## Especies
El género tiene las siguientes especies:
- Ptilorrhoa leucosticta–zordala moteada.
- Ptilorrhoa caerulescens–zordala azul.
- Ptilorrhoa geislerorum–zordala de los Geisler.
- Ptilorrhoa castanonota–zordala dorsicastaña.